# Ompok rhadinurus
Ompok rhadinurus és una espècie de peix de la família dels silúrids i de l'ordre dels siluriformes.

## Morfologia
Els mascles poden assolir els 21,4 cm de llargària total.

## Distribució geogràfica
Es troba a l'oest de Borneo, Sumatra (Indonèsia) i la Malàisia peninsular.